# Беас-де-Гуадікс
Беас-де-Гуадікс (ісп. Beas de Guadix) — муніципалітет в Іспанії, у складі автономної спільноти Андалусія, у провінції Гранада. Населення — 396 осіб (2010).
Муніципалітет розташований на відстані близько 350 км на південь від Мадрида, 36 км на схід від Гранади.

## Демографія
Динаміка населення (INE ):

## Галерея зображень

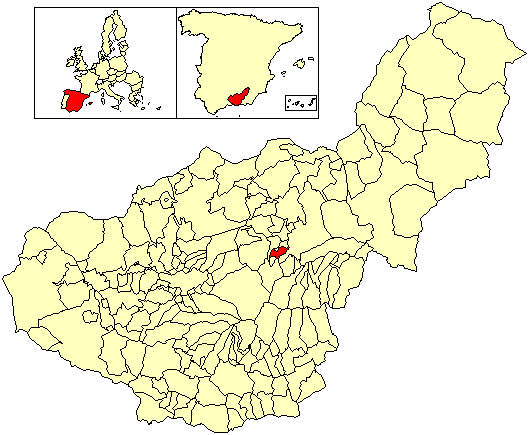
Розташування муніципалітету у провінції Гранада
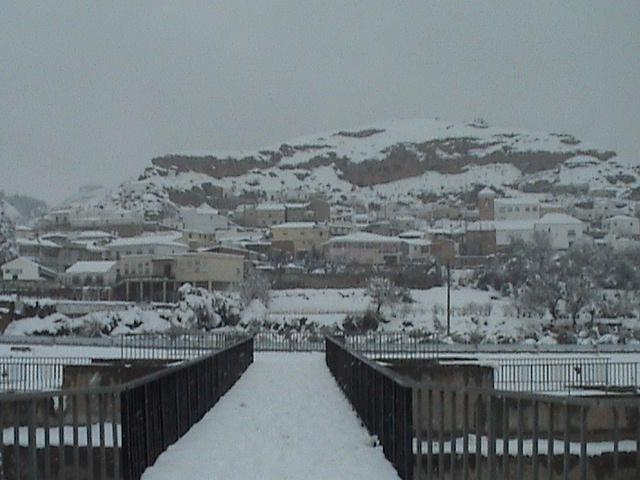
Беас-де-Гуадікс взимку